# Mati Jugovičev
Mati Jugovičev je opera v treh spevih Mirka Poliča. Libreto je nastal po drami »Smrt majke Jugovičev« Iva Vojnovića. 
Skladatelj se je z Vojnovićevo dramo prvič srečal leta 1911 ob uprizoritvi v Trstu. Za tedanjo postavitev je napisal uvodno in odrsko glasbo, ki pa se je izgubila. Ob koncu leta 1918 je za isto dramo ponovno napisal novo scensko glasbo, ki se je izvajala v Osijeku in pozneje v Beogradu (koncertno tudi v Zagrebu in Ljubljani). Komponiranje je zaradi preobilice gledaliških obveznosti zastajalo, tako tudi zamisel, da bi že spisano glasbo k drami razširil v opero. Leta 1939, ko je bil prestavljen v Beograd, je začel z intenzivnejšim delom na operi. Ob izbruhu druge svetovne vojne je bila opera končana. Klavirski izvleček so že začeli prepisovati v Ljubljani. 6. aprila 1941 so prve nemške bombe zadele beograjsko gledališče in požaru je zgorela tudi celotna partitura. V Ljubljani se je ohranilo le nekaj beležk in kakih trideset strani klavirskega izvlečka. Sprva je bil skladatelj potrt, vendar se je ponovno lotil komponiranja in leta 1945 je delo dokončal. Krstna predstava je bila tako 1. junija 1947 v ljubljanski Operi. Z njo so počastili 35-letnico umetniškega delovanja Mirka Poliča. Dirigent predstave je bil avtor in slavljenec, režiser pa Branko Gavella.

## Osebe
- Mati Jugovičev - alt
- Prva snaha
- Druga snaha - sopran
- Tretja snaha
- Četrta snaha - mezzosopran
- Peta snaha - sopran
- Šesta snaha
- Sedma snaha
- Osma snaha, Jola  - sopran
- Deveta snaha, Angjelija - sopran
- Kosovska devojka - sopran
- Damjan Jugovič - tenor
- Carica Milica
- Slepec guslar - bariton
- Pastirček
- Dva glasnika - tenor in bariton
- Glas turškega sužnja - tenor
- Glas stražarja
- Starec
- Štirje konjeniki
- Glasovi kresnic, glas nočnega vetra, ljudstvo, kopjaniki, svečeniki.

## Vsebina

### Prvi spev (Snahe)
Ob sončnem zahodu Vidovega dne 1389. leta na stolpu kule starega Juga Bogdana. 
Jug Bogdan se s svojimi devetimi sinovi in srbsko vojsko bojuje na Kosovem polju, na stolpu domače kule pa čakajo Mati in njenih devet snah na novice o poteku bitke. V vseh srcih se budi zla slutnja, ki jo pooseblja silni in strogi lik Matere. Na obzorju se pokažejo črni gavrani. Z bojišča prineseta dva glasnika prve vesti. Miloš Obilić je usmrtil sultana Murata in je kot junak padel. Medtem ko Materina zla slutnja še vedno ni potolažena, se snahe — razen najmlajše, Damjanove ljube — sporečejo zaradi razdelitve obetanega plena. Mati se s studom odvrne od pohlepne gnilobe mladega, »kajnovskega rodu« in se nasloni na nepokvarjeno Damjanovo Angjelijo. V obeh ženah narašča strah in težka slutnja preteče zle usode. V prepiru objestnih snah je Mati spoznala globlje vzroke prihajajočega propada srbske moči.

### Drugi spev (Prikazen)
Na kuli sredi noči. 
Angjelija je utrujena zaspala pod dogorelo baklo. Sen se ji je strnil z dihom poletne noči. Temne zidove osvetljujejo kresnice, ki bi rade pričarale trudni duši svetle sanje. Angjelijo pa tudi v snu muči zla slutnja o najmlajšem Jugoviču, Damjanu. Ko se prebudi, vstopi zakrit neznanec z dvema glasnikoma. Presunjen od strahote, ki je zatekla srbsko vojsko na bojišču, in od zavesti notranje krivde, ker je živ zapustil usodili boj, se mladi Damjan bori z željo, da bi se izdal svoji dragi. Občutek sramu zaradi strahopetnega pobega pa mu brani razgrniti črni plašč. V drhtečem glasu pa Angjelina spozna svojega ljubega. Ustne se združijo v poljubu. Šele Materin glas ju prebudi iz omame. V krvavem boju je padel stari Jug Bogdan in osmero sinov Jugovičev, edini Damjan si je z begom rešil življenje. Prevroče je bilo v njem hrepenenje po ljubljeni Angjeliji, rodni Materi in življenju. V zavesti svoje krivde pa se umakne pred bližajočo Materjo. Ob polnočni uri kliče Mati vse temne sile vesolja, naj ji razkrijejo resnico. Njenemu klicu se odzove Damjan — prikazen, ki ji razgali kruto tajnost: nesrečno usodo srbske vojske in ostalih Jugovičev. On, deveti, prihaja z namenom, da bi rešil sirote s pobegom proti Dubrovniku, rojstnemu mestu svoje ljubljene Angjelije. Za hip prevzamejo mater in snaho spomini na minule čase. Toda ljubeče materino srce okameni, ko zasluti resnico o Damjanovem pobegu. On ni vreden, da bi nosil s krvjo padlih posvečeni prapor Jugovičev, ki ga je odnesel iz bitke. Njegova dolžnost bi bila žrtvovati svoje življenje ob strani padlega očeta in osmerih bratov. Z vso silo svoje mlade ljubezni se temu upre Angjelija. Toda zaman. Damjan spozna svoj greh in se odloči za junaško smrt. Angjelija noče preživeti grenke usode, ki bi jo brez njega čakala v turški sužnosti, zato preprosi Damjana, da ji pred odhodom na bojišče prebode srce. Tam se bo namreč s povrnjeno častjo združil v smrti s svojo ljubo. Svojo Mater pa pozove na Kosovo, kjer ji bo izročil slavni in neomadeževani prapor Jugovičev.

### Tretji spev (Kosovo)
Kosovo polje po bitki.
Na mrtvem polju se srečajo tri osebe, in sicer slepi guslar, samaritanka Kosovska devojka in Majka, ki zaman išče Damjana in prapor Jugovičev. Iz ust Kosovske devojke izve o njegovi junaški smrti. Nasproti ji pride veličastni sprevod. Carica Milica je našla med mrliči na Kosovem polju glavo padlega carja Lazarja z Dušanovo krono, ki jo zdaj z velikim, žalnim spremstvom nosi v samostan Ravanico k poslednjemu počitku. To mučeniško Lazarjevo glavo poprosi Majka pomoči. In res, kopjaniki ji prineso odsekano Damjanovo roko, ki še vedno krčevito stiska sveti prapor. Materinim prošnjam se roka vda in ji prepusti simbol borbe in žrtvovanja. Mati ga poljubi in izdihne. V triumfalnem sprevodu jo zbrano ljudstvo ponese za carjevimi posmrtnimi ostanki. Na Kosovem polju ostane le slepi guslar, čigar pesmi so poznim rodovom ohranile povest o junaških borcih in herojski Materi Jugovičev. Guslarske strune so iz roda v rod bodrile zasužnjeni narod in mu vzbujale vero v dan vstajenja.